# 아마가사키 사건

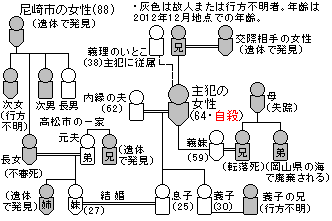
사람들의 관계

아마가사키 사건(일본어: 尼崎事件 あまがさきじけん[*])은 2012년 일본을 떠들썩하게 한 희대의 연쇄살인 사건이다. 주범은 스미다 미요코(角田美代子)이다. 키타큐슈 감금 살인사건에 맞먹는 막장성, 사건의 주범이 할머니라는 점 등등 희대의 사건으로 보기에 부족함이 없다. 시누이, 며느리 및 행동대장 격 조카 일당과 같이 재산 강탈, 보험금 사기 등을 목적으로 지난 20여 년간 무려 5개의 일가족을 연쇄살인했다. 구속 당시 드러난 살해 및 살해 추정자만 해도 14명이다. 사건의 주범인 스미다는 2012년 12월 12일 유치장에서 누운 채로 티셔츠를 이용해 자기 목을 졸라 자살했다.

## 같이 보기
- 마쓰나가 후토시